# Зубринка (Житомирская область)
Зубри́нка (укр. Зубринка) — село в Хорошевском районе Житомирской области Украины.
Население по переписи 2001 года составляет 567 человек. Почтовый индекс — 12125. Телефонный код — 4145. Занимает площадь 24,53 км².

## Адрес местного совета
12125, Житомирская область, Хорошевский р-н, с. Зубринка, ул. Пушкина
Председатель совета — Косякевич Виктор Николаевич.
В состав Зубринского сельского совета входят села — ЗУБРИНКА, Ставки, Михайловка, Челнова, Вишняковка, Лески.
Через село протекает река Иршица, которая впадает в реку Ирша. Ирша соответственно впадает в Тетерев, а Тетерев — в Днепр.

## Спорт
В селе функционирует футбольная команда "Прапор", основанная в 2010 году по инициативе Н.Г . Семенчука.
ФК "Прапор" принимает участие в первенстве Хорошевского района по футболу с 2010 года. В основе команды играют жители села, а также сёл Зубринского сельского совета.